# So Close (canción de Diana Ross)
«So Close» (español: Tan cerca) es el segundo sencillo del álbum de Diana Ross Silk Electric (1982). La canción fue coescrita por la misma Ross, quien además se encargó de la producción al igual que la mayoría del álbum. El sencillo tuvo un éxito moderado, alcanzando el #40 en los Estados Unidos y el #13 en las listas Adult contemporary.

## Listas musicales
| Lista musical (1983)         | Posición más alta |
| ---------------------------- | ----------------- |
| UK Singles Chart             | 43                |
| Billboard Hot 100            | 40                |
| Billboard Hot Soul Singles   | 76                |
| Billboard Adult Contemporary | 13                |